# Øresund (Grönland)
Øresund är ett sund i Grönlands nationalpark i östra Grönland. Det går nordvästlig-sydostlig riktning och har en längd på nio kilometer och en bredd på fyra kilometer. I nordväst ansluter Stormbugt till Dove Bugt, i sydost Grönlandshavet. Österut ligger Germania Land, i väster ligger ön Lille Koldewey som skiljer sundet från det parallella sundet Lille Bælt. Längre åt sydväst ligger ön Store Koldewey.